# Varangéville
 Varangéville  là một xã của tỉnh Meurthe-et-Moselle, thuộc vùng Grand Est, đông bắc nước Pháp. Xã này nằm ở khu vực có độ cao trung bình 207 mét trên mực nước biển.

## Nhà ở xã hội
Năm 1963, nhiều dự án nhà ở xã hội được xây dựng để phục vụ người hồi hương từ Algeria, sau sự độc lập của nhiều thuộc địa cũ của Pháp trên khắp thế giới. .